# Eugeniusz Dreszer
Eugeniusz Dreszer (ur. 14 września 1895, zm. 25 grudnia 1914) – żołnierz I Brygady Legionów Polskich, kawaler Orderu Virtuti Militari.

## Życiorys
Był synem Juliusza i Natalii z d. Piechowskiej, miał brata Jerzego  (1900–1969), inżyniera, por. rez. WP, członka POW, uczestnika obrony Lwowa, wojny polsko-ukraińskiej i polsko-bolszewickiej, konspiracji niepodległościowej (piłsudczykowskiej) w czasie II wojny światowej, więźnia niemieckich obozów koncentracyjnych, był bratem stryjecznym gen. Gustawa Orlicz-Dreszera. Eugeniusz Dreszer ukończył Szkołę Handlową w Radomiu, a następnie po ukończeniu gimnazjum we Lwowie, w 1913 roku zdał egzamin maturalny i zaczął studia na Wydziale Mechanicznym Szkoły Politechnicznej we Lwowie. Należał do Związku Strzeleckiego. Był organizatorem baonu na przedmieściach Lwowa. Był także członkiem Związku Walki Czynnej. W ZWC ukończył kurs oficerski, a następnie był wykładowcą i instruktorem.
Po wybuchu wojny brał udział w organizowaniu mobilizacji w okręgu lwowskim. 27 sierpnia razem z baonem udał się do Krakowa skąd 10 września z baonem uzupełnienia został skierowany w kierunku działań I Brygady Legionów Polskich w celu połączenia się z 1 pułkiem piechoty. Na początku października został oddelegowany do prac organizacyjnych w Zagłębiu Dąbrowskim. Po pracy w komendach werbunkowych w Zawierciu, Częstochowie, a ostatecznie w Łodzi już jako adiutant Mieczysława Ryś-Trojanowskiego. Razem z dowódcą dołączył do Legionów, gdzie w czasie bitwy pod Krzywopłotami dowodził 2 kompanią IV baonu. Po reorganizacji Brygady został przydzielony bez funkcji do II baonu 5 pułku piechoty.
Podczas bitwy pod Łowczówkiem po śmierci Kazimierza Kuby-Bojarskiego objął dowództwo I baonu 1 pp. 25 grudnia został śmiertelnie ranny i zmarł w niewoli rosyjskiej.
Eugeniusz Dreszer został odznaczony Krzyżem Srebrnym Orderu Wojskowego Virtuti Militari.